# National Memorial

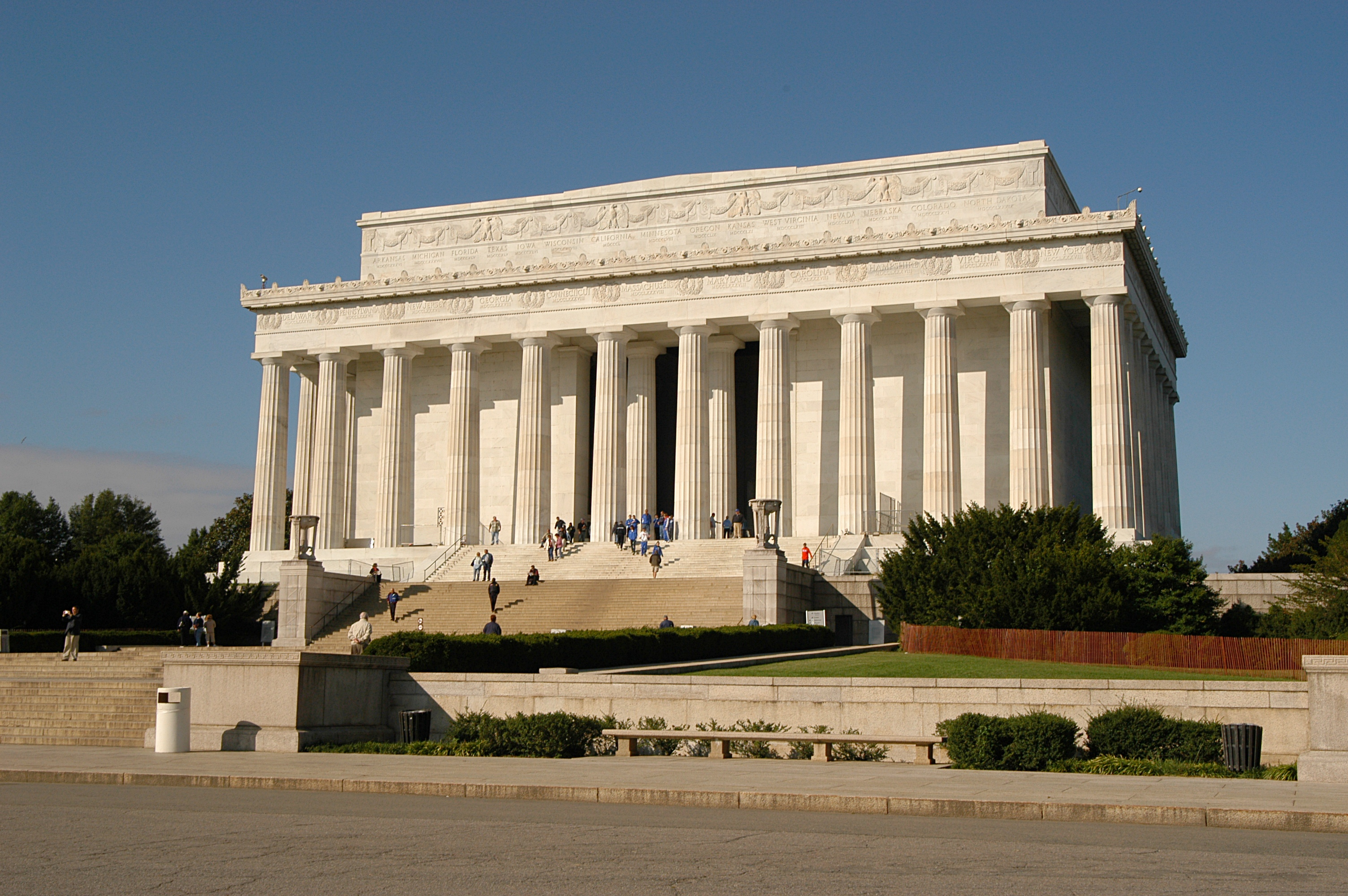
Lincoln Memorial

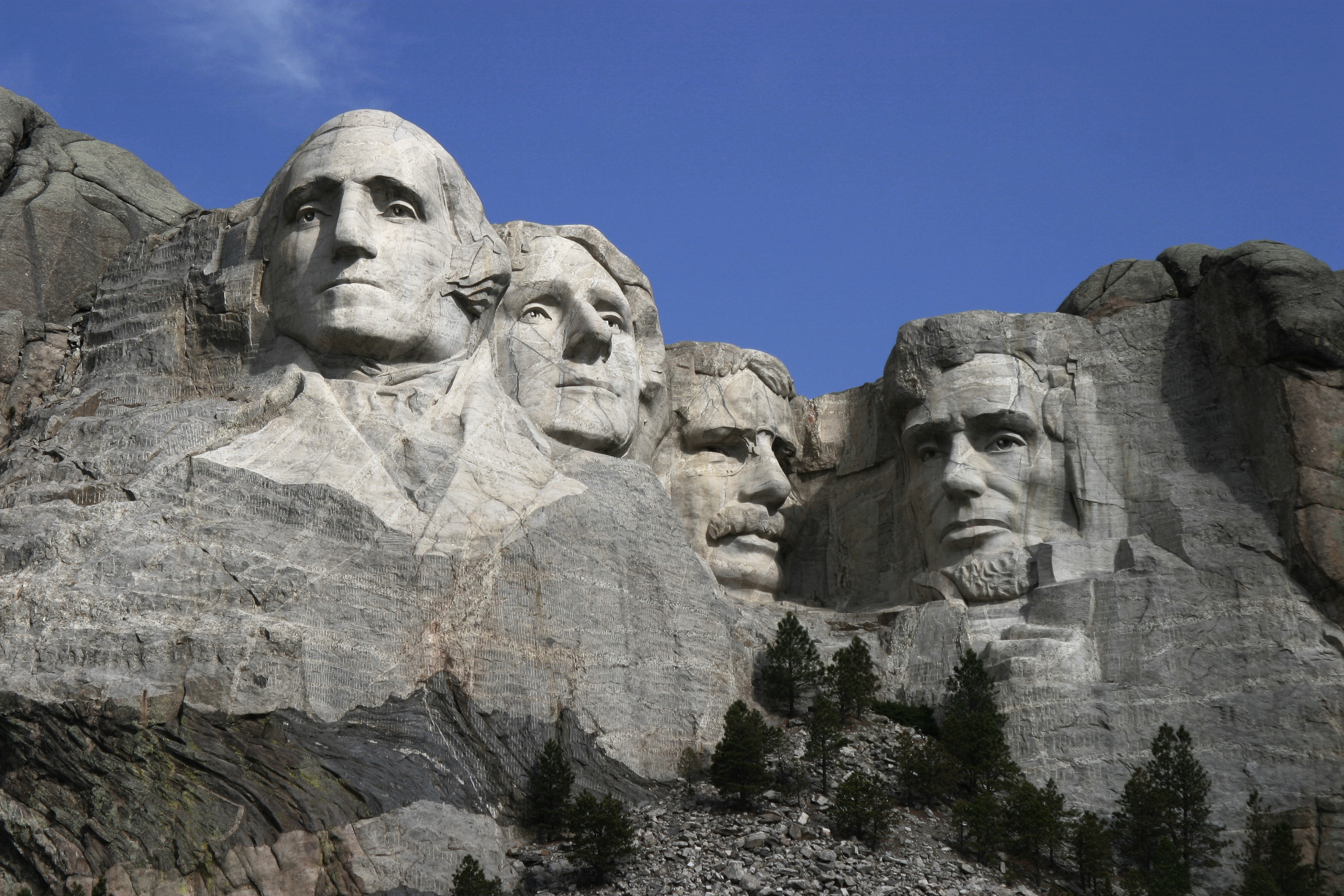
Mount Rushmore National Memorial

National Memorial ist in den Vereinigten Staaten die Bezeichnung für ein Denkmal, das an eine historische Person oder ein historisches Ereignis erinnert. National Memorials werden vom United States Congress genehmigt. Die Denkmäler stehen oft an Standorten, die mit den Ereignissen oder Personen nichts zu tun haben. Viele von ihnen, wie zum Beispiel das USS Arizona Memorial tragen auch nicht die Bezeichnung „National“ in ihrem Namen.
Die meisten National Memorials befinden sich im Besitz des National Park Service und werden von ihm verwaltet. Einige Denkmäler werden von anderen Organisationen verwaltet, diese gelten aber als angeschlossene Bereiche. Die Eigentümer dieser angeschlossenen Bereiche werden vom National Park Service bei der Erhaltung der Denkmäler unterstützt.
Wie alle historischen Gebiete im Nationalpark-System, werden National Memorial automatisch in das National Register of Historic Places aufgenommen, nur einige der angeschlossenen Bereiche sind nicht in dem Register aufgeführt.
Gelegentlich errichten private Organisationen ein Denkmal und führen das Wort „National“ im Namen auf, ohne dies vom Kongress genehmigen zu lassen. Dies ist anscheinend nicht illegal, solange sie nicht den Eindruck einer staatlichen Einrichtung erwecken. Auch wenn diese den Anschein erwecken, ein nationales Denkmal zu sein, sind sie keine „National Memorials“ in dem Sinne, dass sie die Anerkennung des amerikanischen Volkes, vertreten durch die Regierung, haben. Ein Beispiel hierfür ist das George Washington National Masonic Memorial.
Andere National Memorials sind das Oklahoma City National Memorial, das an den Bombenanschlag auf das Murrah Federal Building in Oklahoma City am 19. April 1995 erinnert, und das World Trade Center Memorial, in New York City.
Es gibt 44 National Memorials:
| Name                                                                                            | Standort           |
| ----------------------------------------------------------------------------------------------- | ------------------ |
| AIDS Memorial Grove (angeschlossener Bereich)                                                   | Kalifornien        |
| American Memorial Park (angeschlossener Bereich)                                                | Nördliche Marianen |
| Arkansas Post National Memorial                                                                 | Arkansas           |
| Arlington House, The Robert E. Lee Memorial                                                     | Virginia           |
| Benjamin Franklin National Memorial (angeschlossener Bereich)                                   | Pennsylvania       |
| Chamizal National Memorial                                                                      | Texas              |
| Coronado National Memorial                                                                      | Arizona            |
| David Berger National Memorial (angeschlossener Bereich)                                        | Ohio               |
| De Soto National Memorial                                                                       | Florida            |
| Dwight D. Eisenhower Memorial                                                                   | Washington, D.C.   |
| Father Marquette National Memorial (angeschlossener Bereich)                                    | Michigan           |
| Federal Hall National Memorial                                                                  | New York           |
| Flight 93 National Memorial                                                                     | Pennsylvania       |
| Fort Caroline National Memorial                                                                 | Florida            |
| Franklin Delano Roosevelt Memorial                                                              | Washington, D.C.   |
| General Grant National Memorial                                                                 | New York           |
| Hamilton Grange National Memorial                                                               | New York           |
| Jefferson Memorial                                                                              | Washington, D.C.   |
| Martin Luther King, Jr. National Memorial                                                       | Washington, D.C.   |
| Johnstown Flood National Memorial                                                               | Pennsylvania       |
| Korean War Veterans Memorial                                                                    | Washington, D.C.   |
| Lincoln Memorial                                                                                | Washington, D.C.   |
| Lincoln Boyhood National Memorial                                                               | Indiana            |
| Lyndon Baines Johnson Memorial Grove on the Potomac                                             | Washington, D.C.   |
| Mount Rushmore National Memorial                                                                | South Dakota       |
| National Japanese American Memorial To Patriotism During World War II (angeschlossener Bereich) | Washington, D.C.   |
| Oklahoma City National Memorial (angeschlossener Bereich)                                       | Oklahoma           |
| Pearl Harbor National Memorial                                                                  | Hawaii             |
| Perry’s Victory and International Peace Memorial                                                | Ohio               |
| Port Chicago Naval Magazine National Memorial                                                   | Kalifornien        |
| Red Hill Patrick Henry National Memorial (angeschlossener Bereich)                              | Virginia           |
| Roger Williams National Memorial                                                                | Rhode Island       |
| Space Mirror Memorial                                                                           | Florida            |
| Thaddeus Kosciuszko National Memorial                                                           | Pennsylvania       |
| Theodore Roosevelt Island National Memorial                                                     | Washington, D.C.   |
| United States Marine Corps War Memorial (angeschlossener Bereich)                               | Virginia           |
| USS Arizona Memorial                                                                            | Hawaii             |
| Vietnam Veterans Memorial                                                                       | Washington, D.C.   |
| Washington Monument                                                                             | Washington, D.C.   |
| Second World War Memorial                                                                       | Washington, D.C.   |
| Wright Brothers National Memorial                                                               | North Carolina     |